# Torneio de Montreux de 1962
O Torneio de Montreux de 1962  foi a 36ª edição do Torneio de Montreux.

## 1ª Fase

### Grupo 1
|    | Equipe      | Pts | J | V | E | D | GM | GS | DG  |
| -- | ----------- | --- | - | - | - | - | -- | -- | --- |
| 1º | SL Benfica  | 9   | 3 | 3 | 0 | 0 | 20 | 4  | 16  |
| 2º | Monza       | 6   | 3 | 1 | 1 | 1 | 11 | 12 | -1  |
| 3º | Herten      | 6   | 3 | 1 | 1 | 1 | 6  | 7  | -1  |
| 4º | Audomarrois | 3   | 3 | 0 | 0 | 3 | 2  | 16 | -14 |

|             | Portugal | Itália | Alemanha | França |
| ----------- | -------- | ------ | -------- | ------ |
| SL Benfica  |          | 10-2   | 4-1      | 6-1    |
| Monza       |          |        | 2-2      | 7-0    |
| Herten      |          |        |          | 3-1    |
| Audomarrois |          |        |          |        |

### Grupo 2
|    | Equipe      | Pts | J | V | E | D | GM | GS | DG  |
| -- | ----------- | --- | - | - | - | - | -- | -- | --- |
| 1º | Inglaterra  | 9   | 3 | 3 | 0 | 0 | 19 | 9  | 10  |
| 2º | HC Montreux | 7   | 3 | 2 | 0 | 1 | 18 | 10 | 8   |
| 3º | CDR Español | 5   | 3 | 1 | 0 | 2 | 12 | 7  | 5   |
| 4º | Nova Gorica | 3   | 3 | 0 | 0 | 3 | 7  | 30 | -23 |

|             | Jugoslávia | Inglaterra | Espanha | Suíça |
| ----------- | ---------- | ---------- | ------- | ----- |
| Nova Gorica |            | 3-10       | 1-9     | 3-11  |
| Inglaterra  |            |            | 3-2     | 6-4   |
| CDR Español |            |            |         | 1-3   |
| HC Montreux |            |            |         |       |

## Fase Final

### 5º-8º lugar
| 7º lugar    | Res | 8º lugar    |
| ----------- | --- | ----------- |
| Audomarrois | 6-4 | Nova Gorica |
| 5º lugar    | Res | 6º lugar    |
| CDR Español | 4-0 | Herten      |

### Apuramento Campeão
|    | Equipe      | Pts | J | V | E | D | GM | GS | DG |
| -- | ----------- | --- | - | - | - | - | -- | -- | -- |
| 1º | SL Benfica  | 9   | 3 | 3 | 0 | 0 | 9  | 3  | 6  |
| 2º | Monza       | 6   | 3 | 1 | 1 | 1 | 6  | 6  | 0  |
| 3º | Inglaterra  | 5   | 3 | 1 | 0 | 2 | 5  | 7  | -2 |
| 4º | Montreux HC | 4   | 3 | 0 | 1 | 2 | 3  | 7  | -4 |

|             | Portugal | Inglaterra | Suíça | Itália |
| ----------- | -------- | ---------- | ----- | ------ |
| SL Benfica  |          | 3-2        | 3-0   | 3-1    |
| Inglaterra  |          |            | 2-1   | 1-3    |
| Monza       |          |            |       | 2-2    |
| Montreux HC |          |            |       |        |